# Lười hai ngón Hoffmann
Choloepus hoffmanni (tên tiếng Anh: Hoffmann's two-toed sloth - Lười hai ngón Hoffmann) là một loài lười từ Trung và Nam Mỹ. Nó là một loài sống đơn độc về đêm, và sống trên cây, được tìm thấy trong rừng nhiệt đới và rừng rụng lá. Tên gọi thông thường trong tiếng Anh là để vinh danh nhà tự nhiên học người Đức Karl Hoffmann.
Lười hai ngón Hoffmann được tìm thấy trong các tán rừng nhiệt đới ở hai khu vực riêng biệt của Nam Mỹ. Một nửa được tìm thấy từ đông Honduras ở phía bắc đến tây Ecuador ở phía nam.

### Phân loài
Năm phân loài C. hoffmanni được công nhận là:
- C. h. hoffmanni, Peters, 1858 – Honduras, Nicaragua, Costa Rica, Panama
- C. h. agustinus, Allen, 1913 – Venezuela, tây Colombia, bắc Ecuador
- C. h. capitalis, Allen, 1913 – tây Ecuador
- C. h. juruanus, Lönnberg, 1942 – Brazil, Bolivia, cực đông Peru
- C. h. pallescens, Lönnberg, 1928 – Peru

## Hình ảnh

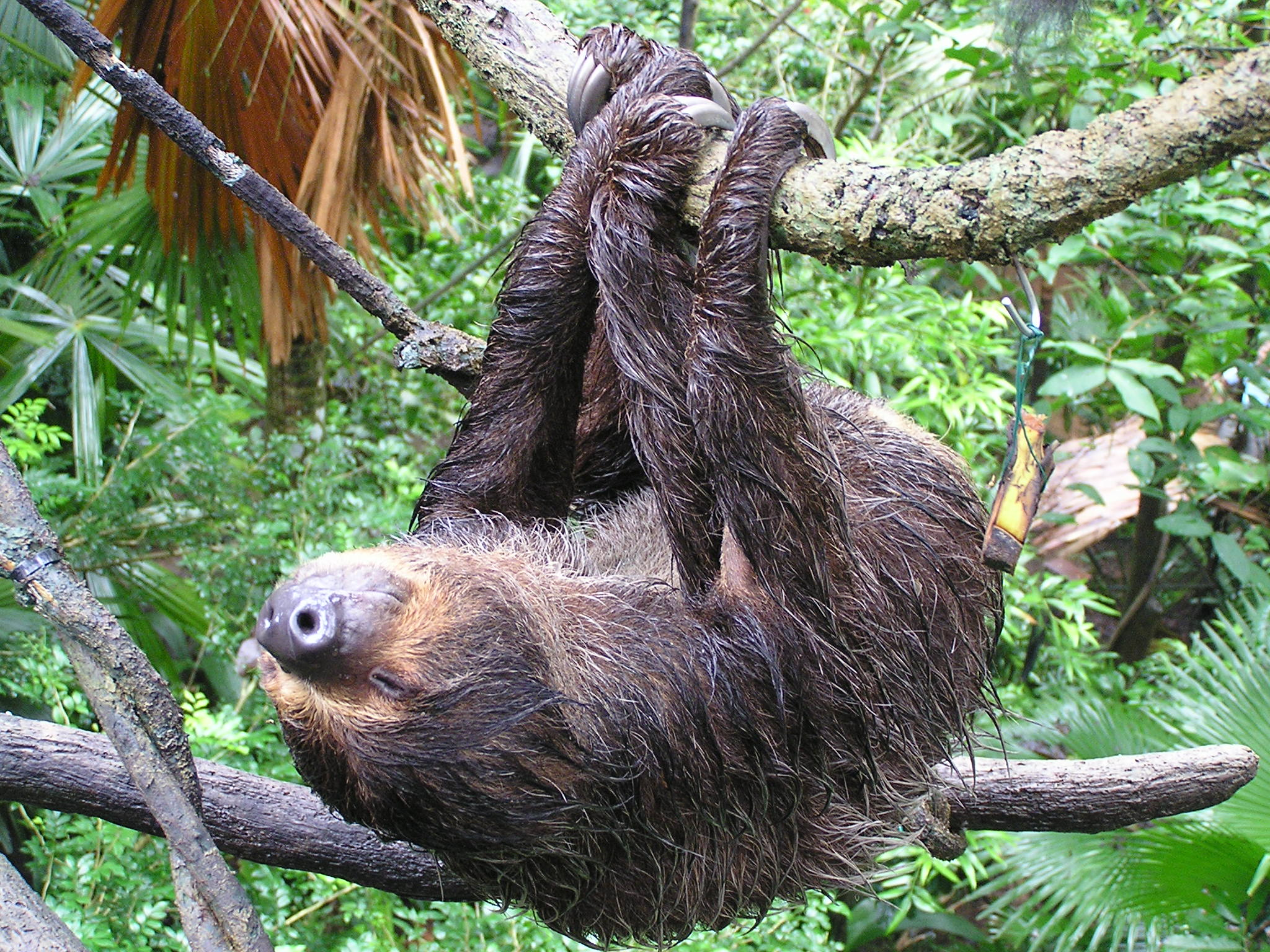
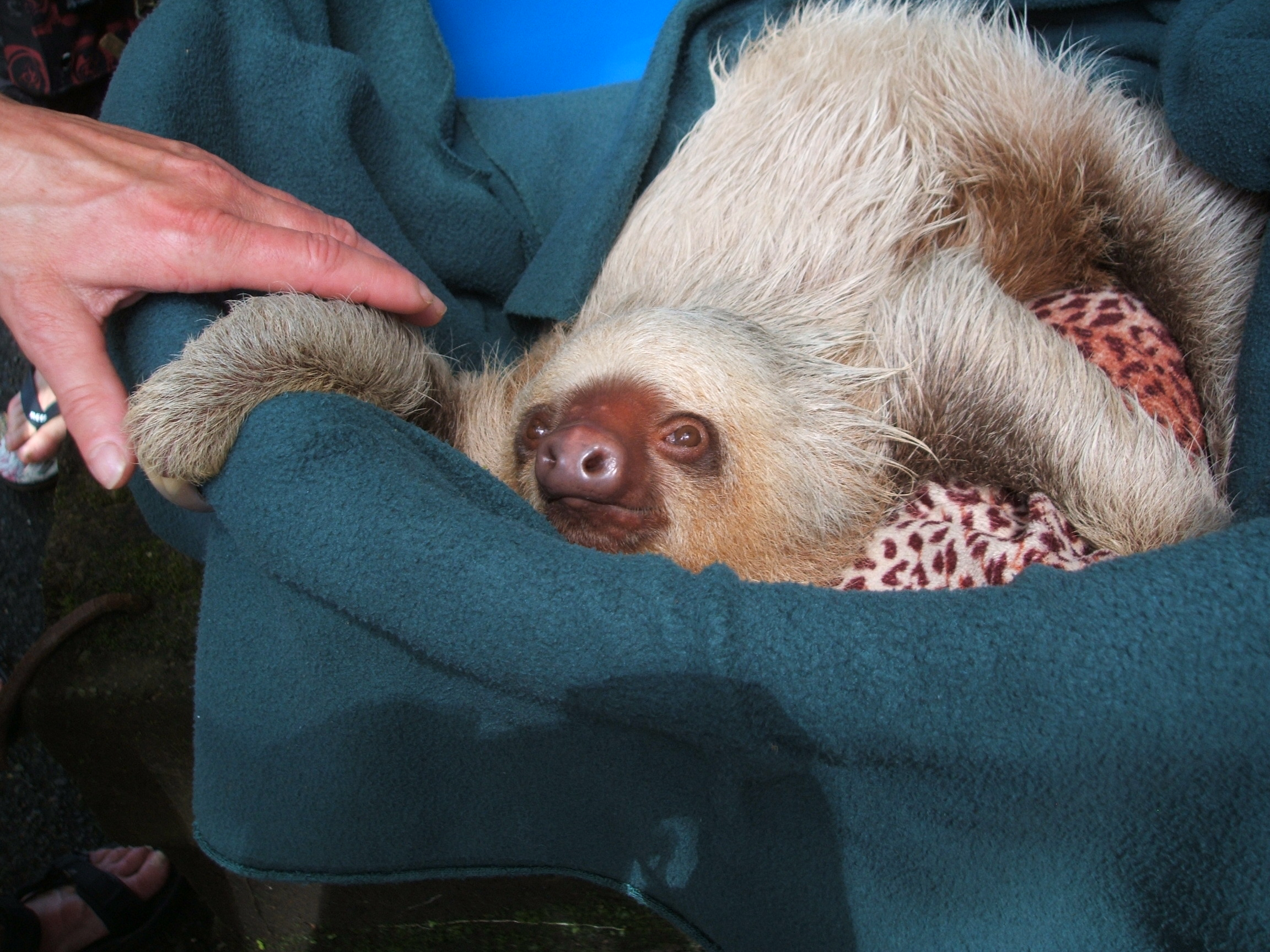
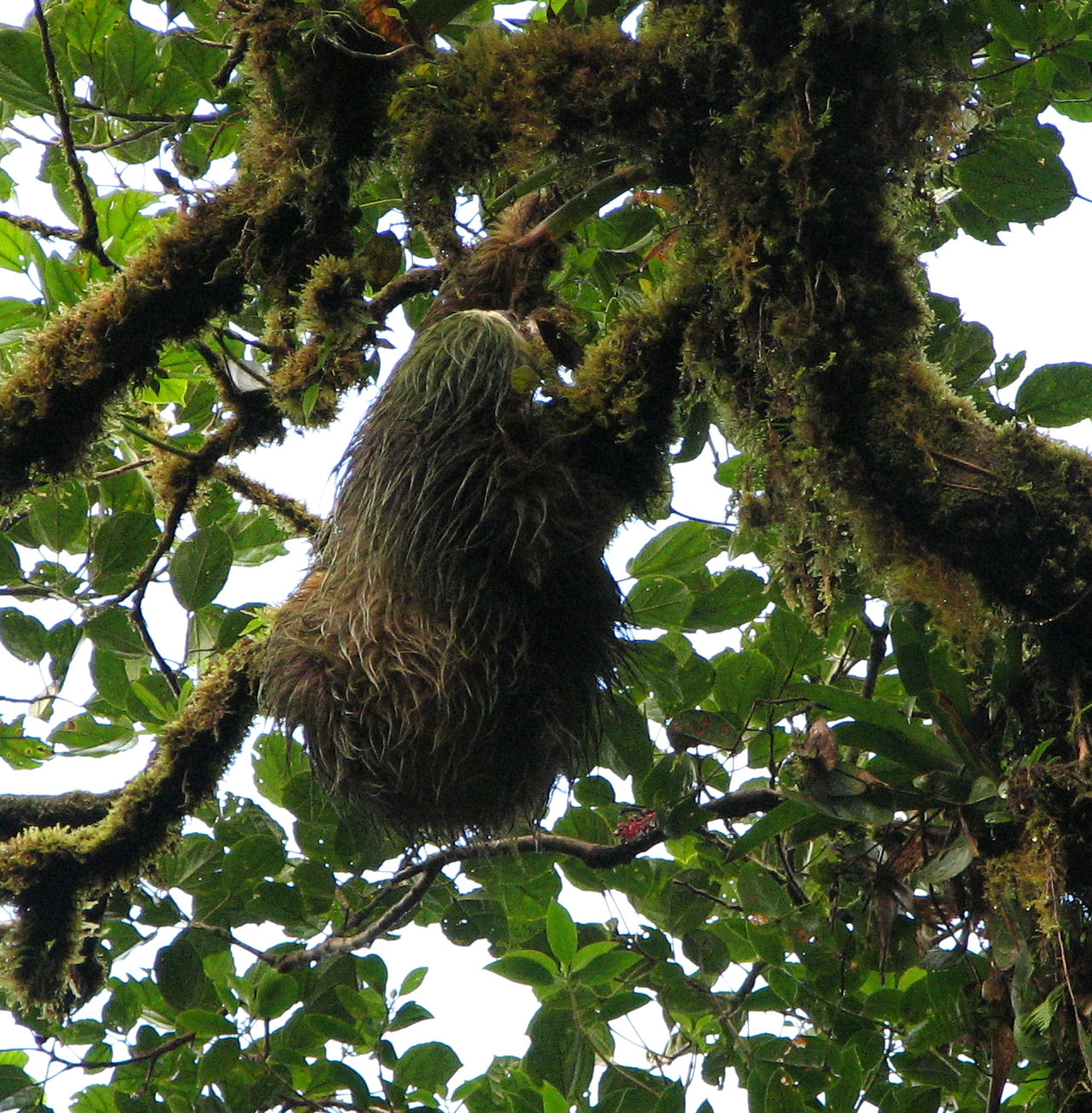